# Говард Вінстон
Го́вард Ві́нстон (англ. Howard Winstone; 15 квітня 1939 — 30 вересня 2000) — колишній валійський професійний боксер.
Чемпіон Ігор Співдружності (1958), чемпіон Великої Британії (1958). Чемпіон світу у напівлегкій вазі за версією WBC (23.01.1968—24.07.1968). Чемпіон Європи у напівлегкій вазі за версією EBU.
Тричі (1958, 1963, 1967) визнавався спортсменом року Уельсу за версією BBC.

## Спортивна кар'єра
Займатися боксом розпочав, як любитель. У 1958 році виграв любительську першість Великої Британії з боксу у легкій вазі. Того ж року здобув золоту медаль на Іграх Співдружності, які проходили в Кардіффі.
У професійному боксі дебютував 24 лютого 1959 року, перемігши Біллі Грейдона.
У травні 1961 року виборов титул чемпіона Великої Британії у напівлегкій вазі, перемігши технічним нокаутом Террі Спінкса. Згодом шість разів захищав свій титул.
У липні 1963 року у Кардіффі виборов титул чемпіона Європи у напівлегкій вазі, перемігши технічним нокаутом італійця Альберто Серті. Згодом провів сім вдалих захистів свого титулу.
Двічі, у 1965 та 1967 роках, змагався за звання чемпіона світу у напівлегкій вазі за версіями WBA і WBC, проте обидва рази поступався Вісенте Сальдівару (Мексика).
23 січня 1968 року у Кенсінгтоні провів бій за вакантний титул чемпіона світу у напівлегкій вазі за версією WBC проти Міцунорі Секі (Японія), в якому одержав перемогу технічним нокаутом. Проте вже за пів року втратив чемпіонське звання, програвши технічним нокаутом представникові Іспанії Хосе Легра. Відразу після цього завершив боксерську кар'єру.